# ヴォジミエシュ・スモラレク
ヴォジミエシュ・ヴォイチェフ・スモラレク（ポーランド語: Włodzimierz Wojciech Smolarek, 1957年7月16日 - 2012年3月6日）は、ポーランドの元サッカー選手、サッカー指導者。ポジションはFW。
息子のエウゼビウシュ・スモラレクもサッカー選手で、ポーランド代表として活躍している。

## 経歴
スモラレクは1974年にヴィジェフ・ウッチで選手キャリアをスタートすると、1980年にレギア・ワルシャワへ移籍。ヴィジェフではズビグニェフ・ボニエクらと共に2度のポーランドリーグ優勝（1981年、1982年）に貢献。ボニエクがイタリア・セリエAのユヴェントスへ移籍した後は、中心選手となり1985年のポーランドカップ優勝に貢献した。
1986年にドイツ・ブンデスリーガのアイントラハト・フランクフルトへ移籍。フランクフルトでは1987-88シーズンのDFBポカール制覇に貢献するなどの活躍で人気選手の一人となった。1988年からはオランダのフェイエノールト、FCユトレヒトでプレーを続け、1996年に39歳で現役を引退した。
ポーランド代表としては、1982年に代表デビューを飾り、1982年のFIFAワールドカップ・スペイン大会3位入賞、1986年のFIFAワールドカップ・メキシコ大会ベスト16進出に貢献。メキシコ大会決勝トーナメント1回戦のブラジル戦を最後に代表から退くまで、国際Aマッチ63試合出場13得点を記録した。
引退後は指導者の道へ進み、2000年から古巣のフェイエノールトのユースコーチを務めていた。
2012年3月6日、死去。54歳没。

## 個人タイトル
- ポーランド年間最優秀選手賞 2回（1984年、1986年）